# Maria Magdalena kyrka, Stockholm
Maria Magdalena kyrka, ofta kallad Maria kyrka (officiellt S:ta Maria Magdalena kyrka), är en kyrka i Stockholm belägen där Bellmansgatan slutar mot Hornsgatan, mellan Mariatorget och Slussen på Södermalm. Namnet kommer av Sankta Maria Magdalena och kyrkan tillhör idag Maria Magdalena församling i Stockholms stift. Kyrkan är ett kulturminne.
Maria Magdalena kyrka började byggas omkring 1588 och stod klar 1635. Kyrkan har sedan dess genomgått stora förändringar. Flera arkitekter medverkade vid till- och ombyggnader av kyrkan, bland dem Nicodemus Tessin d.ä., som ritade 1600-talets tillbyggnader och dennes son, Nicodemus Tessin d.y., som ritade västportalen. Efter en förödande brand år 1759 renoverades kyrkan efter ritningar av Carl Johan Cronstedt.

## Kyrkobyggnaden

### Historik

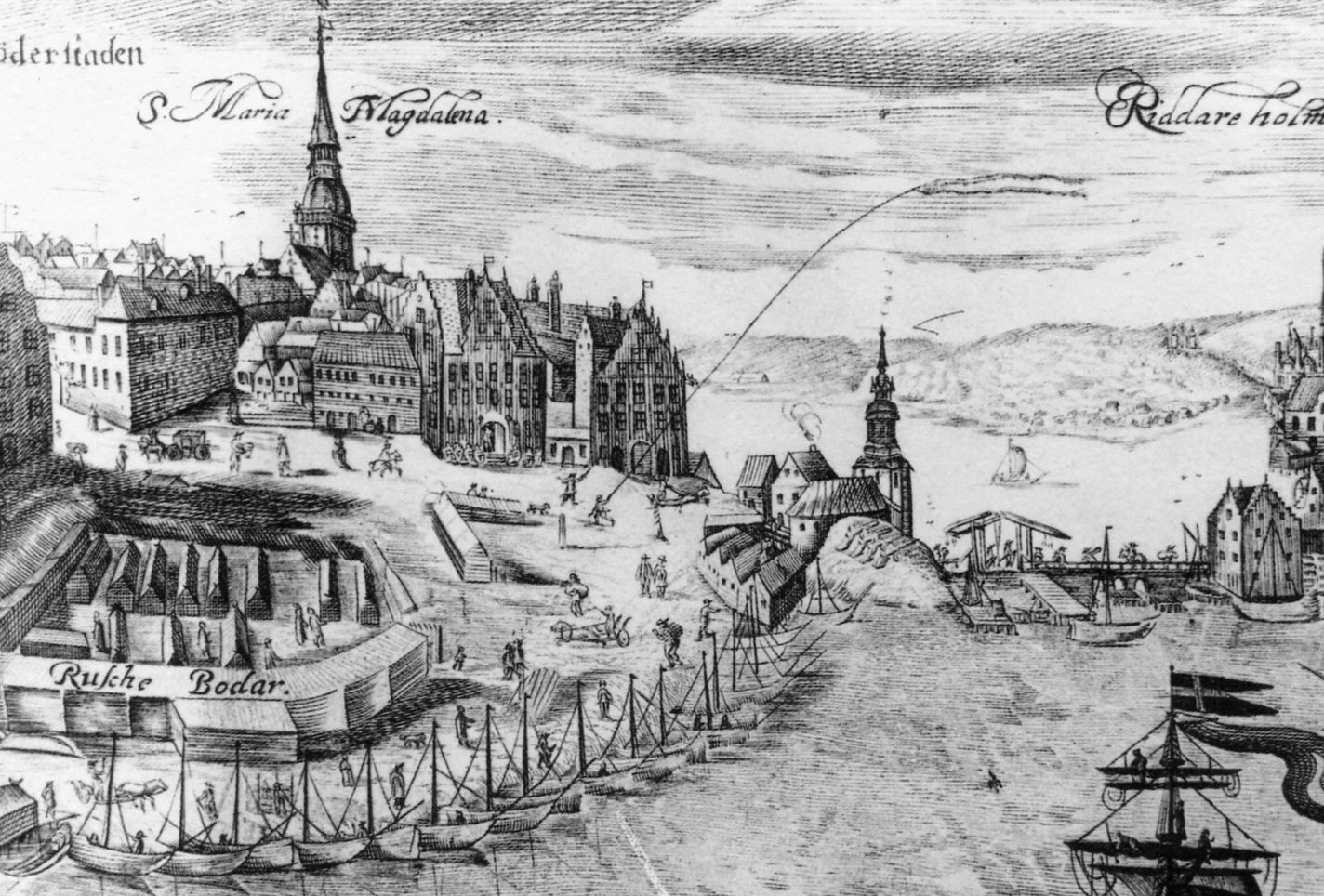
Kyrkans ursprungliga spira 1650. Kopparstick av Wolfgang Hartmann.

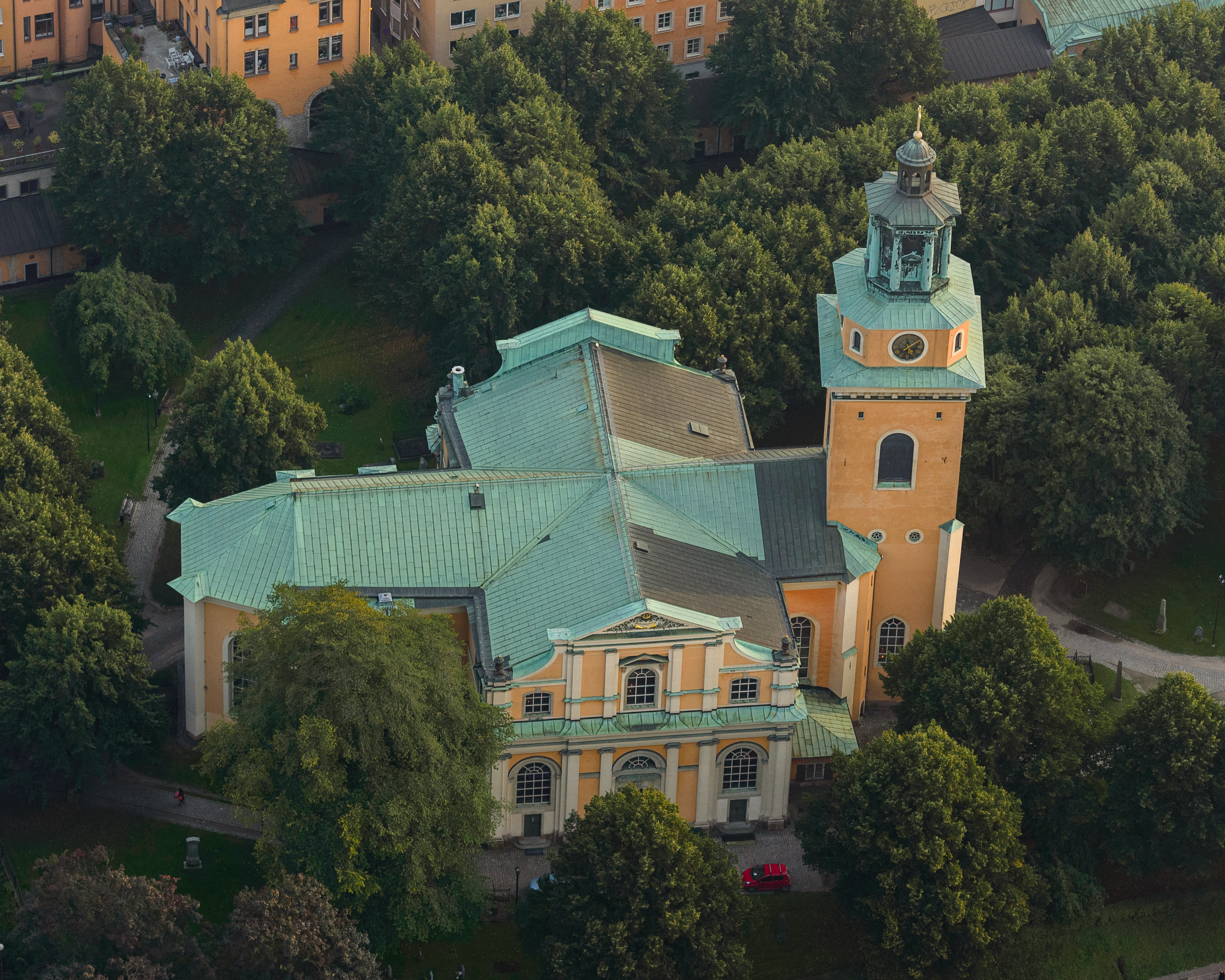
Kyrkan från luften. Tornet är något vridet mot skeppet.

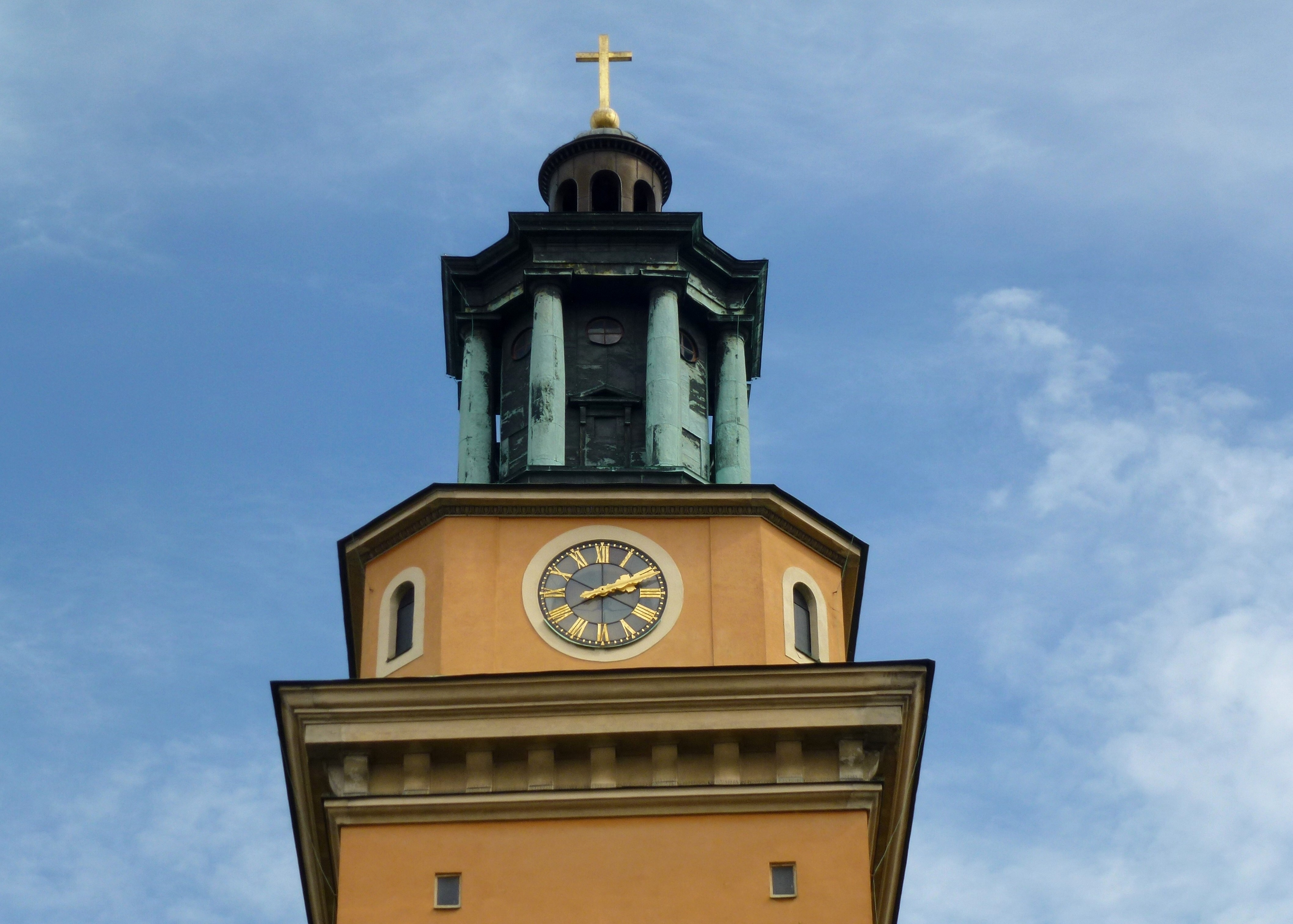
Tornet.

Nuvarande kyrkobyggnad började uppföras 1588 på platsen för det tidigare Maria Magdalena kapell. Vid Johan III:s död 1592 avstannade bygget och först två år efter Gustav II Adolfs död kunde den nya korsformade kyrkan invigas år 1634. Kyrkan är därmed Södermalms äldsta kyrka.  
Den vidare utbyggnaden leddes under Nicodemus Tessin d.ä. och senare dennes son Nicodemus Tessin d.y. Kyrkans arkitektur går i barockens stilart, bland annat den smäckra tornspiran som Tessin lät resa 1676, "kanske den vackraste spira Stockholm ägt".
Efter en stor brand 19 juli 1759, vilken även förstörde delar av tornet och brände ned 300 övriga byggnader (se Mariabranden 1759), restaurerades kyrkan mellan åren 1760 och 1763 till sitt nuvarande utseende under ledning av Carl Johan Cronstedt. Det var han som ritade inredningen, som den ser ut idag, i rokokostil. Altartavlan har som motiv Herdarnas tillbedjan och är ett verk av konstnären Louis Masreliez, utförd omkring år 1800. Bevarad från före branden är Tessin d.y.:s västportal (nuvarande huvudingången) från 1716.

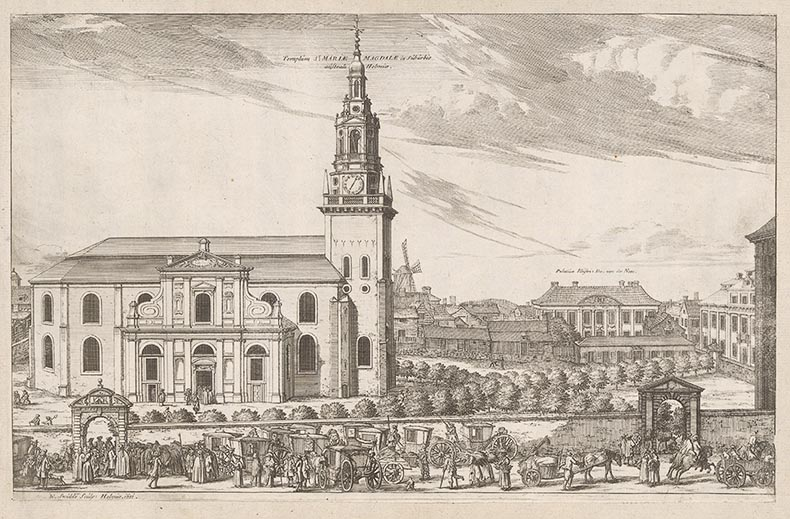
Tessin d.ä.:s spira från 1676.
Kopparstick i Suecian av Willem Swidde.

Den senaste invändiga restaureringen utfördes år 1927 under arkitekt Israel Wahlmans ledning och den senaste utvändiga förbättringen av kyrkans murverk genomfördes 1986.

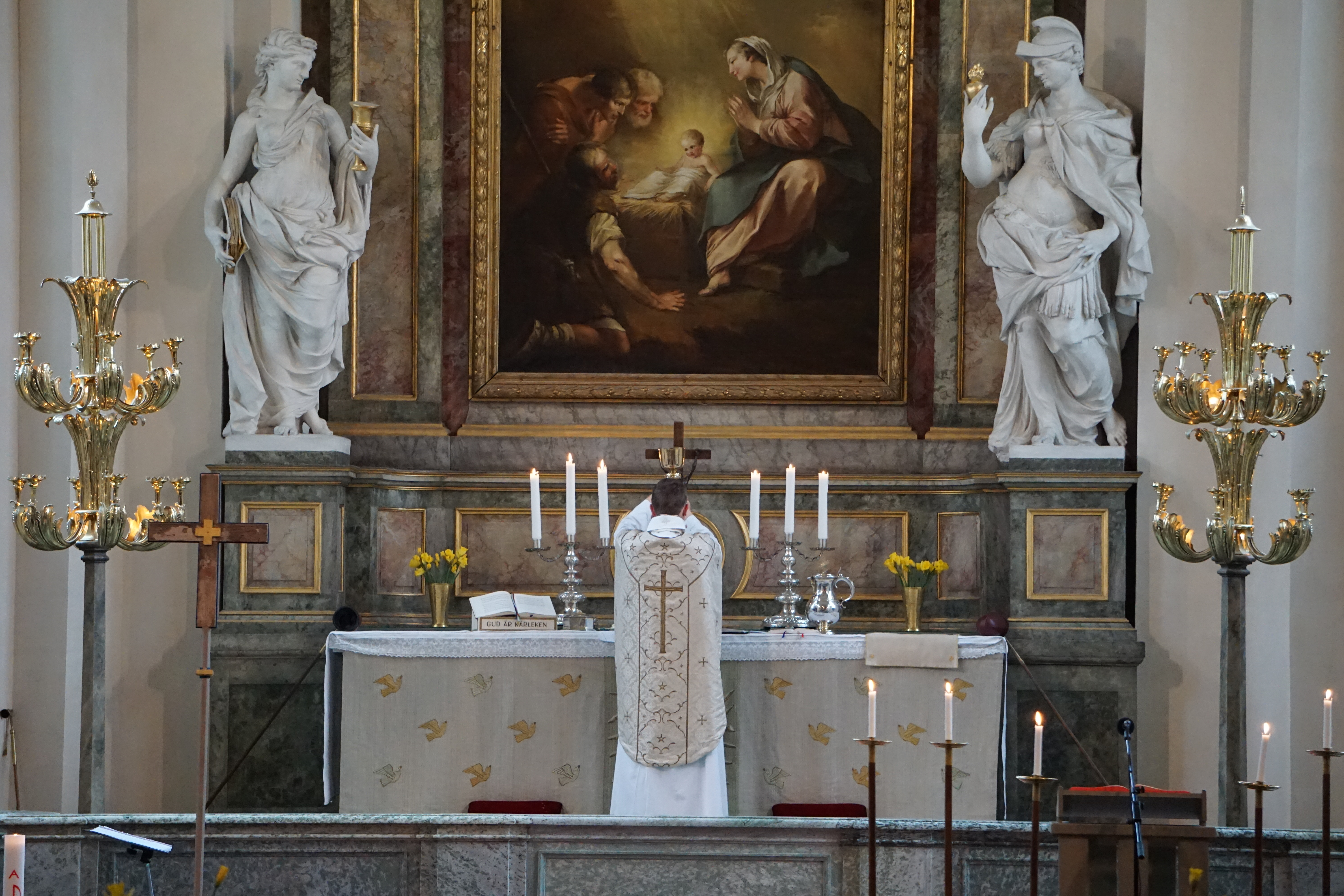
Elevation av nattvardskalken under konsekrationen, annandag påsk. Statyerna skall enligt församlingen ursprungligen ha varit profana och tillverkats till Stockholms slott, men kring 1764 istället ha modifierats med kristna symboler (den heliga skrift och nattvardskalk till vänster, ett brinnande hjärta som symboliserar tron till höger)

Maria Magdalena kyrka har putsade fasader i gult, en sockel av röd sandsten och koppartäckt tak. Kyrkan har en stomme av tegel. Kyrkorummet har gråmålat brädgolv med en rosa textilmatta i mittgången. Runt om på kyrkans väggar återfinns belysningsarmaturer av malm från 1600-talet. Dessa elektrifierats och kompletterades med genombrutna huvar över glödlamporna efter Israel Wahlmans ritningar. I valven hänger tre mindre ljuskronor av mässing.

### Planlösning
Kyrkans grundplan är korsformig och visar ett enskeppigt långhus med i öster förlagt tresidigt kor och korsarmar. I de fyra vinklarna mellan långhus och tvärskepp finns mindre utbyggnader från olika tidsepoker. Den nordöstra tjänstgör som sakristia, den sydöstra som skrudkammare, den nordvästra som kök och den sydvästra som kapell. Huvudportalen ligger i väster.

### Orgel
- Orgelfasaden gestaltades år 1774 av arkitekt C. F. Adelcrantz och anses som ett av den svenska rokokons bästa verk i sitt slag.
- Nuvarande orgel hade ursprungligen trettio stämmor, fördelade på två manualer och pedal, då den levererades 1878 av Åkerman & Lunds Orgelbyggeri. Den byggdes 1927 ut av samma företag till dagens utformning med femtio stämmor enligt nedan. År 1961 gjordes en mindre omdisponering i orgelrörelsens anda och 1994-1995 restaurerades instrumentet åter av Åkerman & Lund, då den återfick 1927 års disposition. Orgeln är landets största senromantiska svenskbyggda instrument med originaldisposition, vilket gör att den kan återge hela den svenska senromantiska repertoaren.[2]

| Manual I       | Manual II           | Manual III        | Pedal           | Koppel                              | Övrigt                                      |
| Principal 16’  | Borduna 16’         | Gedackt 16’       | Principal 16’   | I/P, II/P, III/P                    | 3 fria kombinationer för vardera P-I-II-III |
| Principal 8’   | Principal 8’        | Bassetthorn 8’    | Subbas 16’      | II/I, III/I, III/II                 | Piano, Mezzoforte, Forte, Tutti             |
| Gamba 8’       | Fugara 8’           | Violin 8’         | Violon 16’      | I4’/I, II4’/II, II16’/I, III16’/III | Automatisk pedalväxel                       |
| Dubbelflöjt 8’ | Gemshorn 8’         | Salicional 8’     | Ekobas 16’      |                                     | Registersvällare                            |
| Borduna 8’     | Dolce 8’            | Eolin 8’          | Kvinta 10 2⁄3’  |                                     | Crescendo för II-III                        |
| Oktava 4’      | Flûte harmonique 8’ | Voix céleste 8 ’  | Violoncell 8’   |                                     |                                             |
| Flöjt 4’       | Kvintadena 8’       | Rörflöjt 8’       | Gedackt 8’      |                                     |                                             |
| Kvinta 2 2⁄3’  | Fugara 4’           | Flauto amabile 8’ | Oktava 4’       |                                     |                                             |
| Oktava 2’      | Flûte octaviante 4’ | Unda maris 8’     | Kontrabasun 32’ |                                     |                                             |
| Kornett 5 kor  | Flageolett 2’       | Salicet 4’        | Basun 16’       |                                     |                                             |
| Trumpet 16’    | Kornett 3 kor       | Ekoflöjt 4’       | Trumpet 8’      |                                     |                                             |
| Trumpet 8’     | Klarinett 8’        | Waldflöjt 2’      |                 |                                     |                                             |
|                | Corno 8’            | Euphon 8’         |                 |                                     |                                             |
|                |                     | Oboe 8’           |                 |                                     |                                             |

- År 1986 erhöll kyrkan ytterligare en orgel som placerades på södra sidoläktaren (orgelbyggare: S. Magnusson). I koret finns även en liten orgel från 1993.

### Organister i S:ta Maria Magdalena kyrka
| Verksam   | Namn                       | Levnadstid | Övrigt                 |
| --------- | -------------------------- | ---------- | ---------------------- |
| 1641-1646 | Johannes Arentz            | -1648      | Organist.              |
| 1649-1664 | Daniel Wertz               |            |                        |
| 1664-1673 | Hindrich Decker            |            | Organist och musikant. |
| 1673-1701 | Petter Barck               |            | Organist               |
| 1682-1684 | Johan Hindrich Adler       |            | Organist               |
| 1684-1689 | Lüdert Dijkman             | 1648-1717  | Organist               |
| 1701-1704 | Johannes Baptiste de Crull | 1681-1704  | Organist               |
| 1704-1710 | Zacharias Holmberg         | -1717      | Organist               |
| 1710-1711 | Hindrich Belou             | -1711      | Organist               |
| 1711-1716 | Axel Montan                |            | Organist               |
| 1716-1717 | Ferdinand Zellbell d.ä.    | 1698-1765  | Organist               |
| 1718-1728 | Heinrich Drysell           |            | Organist               |
| 1729-1730 | Abraham Björk              |            | Organist               |
| 1730-1750 | Ernst Johan Londicer       | 1717-1763  | Organist               |
| 1750-1759 | Johan Georg Lotscher       | 1733-1805  | Organist               |
| 1777-1792 | Olof Åhlström              | 1756-1835  | Organist               |
| 1792-1804 | Carl Erik Gleisman         | 1767-1804  | Organist               |
| 1805-1817 | Magnus Stenman             | 1779-1842  | Organist               |
| 1829-1831 | Carl Gabriel Dahlgren      |            | Organist               |
| 1832-1862 | Anders Lethin              | 1792-1862  | Organist               |
| 1862-1900 | August Wilhelm Larsson     | 1827-1908  | Organist               |
| 1910–1946 | Gustaf Hjalmar Heintze     | 1879–1946  | Organist               |
| 1946-1972 | Karl Gustav (Gösta) Edling | 1905-1989  | Organist               |
| 1972–1989 | Ulf Wesslén                | 1927–2009  | Organist               |
| 1989–2017 | Ralph Gustafsson           | 1950–      | Organist               |
| 1998–2016 | Mathias Kjellgren          | 1973–      | Organist               |
| 2017–     | Axel Rystedt               | 1991–      | Organist               |
| 2017–2022 | Johan Hansson Lindström    | 1980–      | Organist               |

### Tornet, klockorna och tornuret

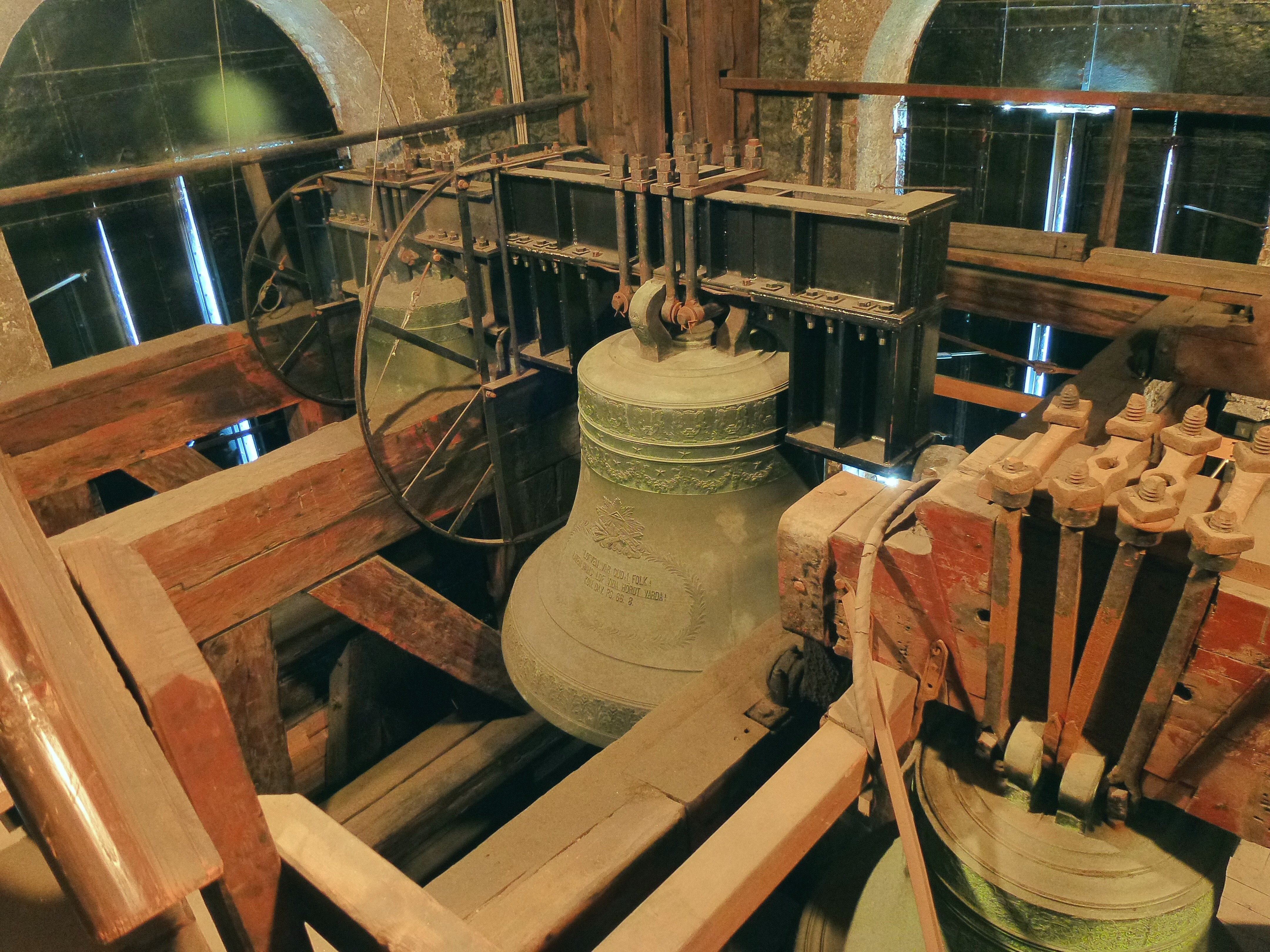
Kyrkans klockor.

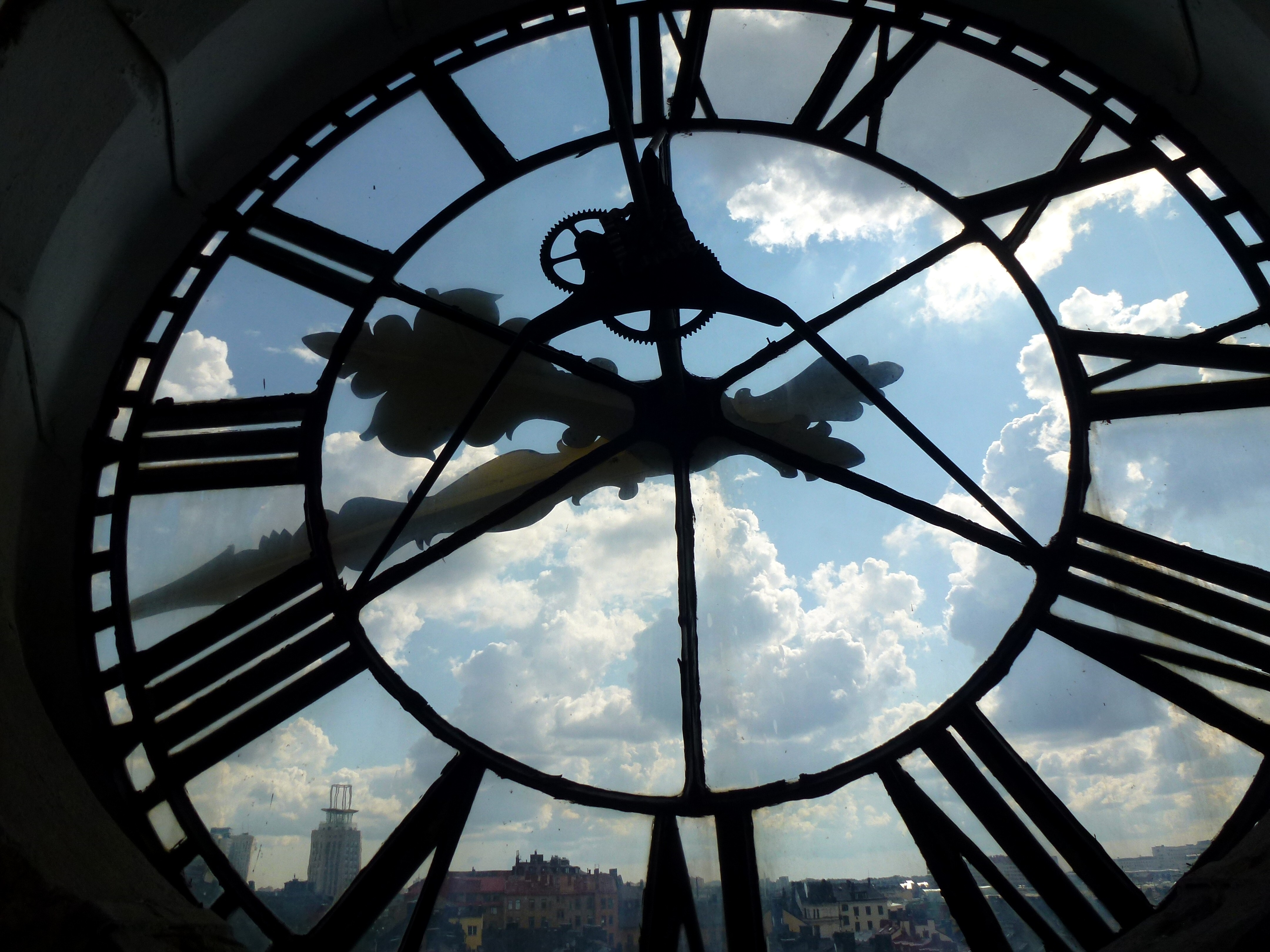
Tornuret inifrån.

Nuvarande tornet i nyklassicistisk stil stod färdigt först 1825 och var gestaltat av Carl Fredrik Sundvall. Tornet lär innehålla byggnadsmaterial från tornet för det begravningskapell som stod på platsen långt tidigare, nämligen "S:ta Maria Magdalen kapell", tidigast omtalat i skrift 1352 och kompletterat med ett torn omkring 1430. Kyrkans ursprungliga tornhuv och spira var betydligt högre och spetsigare än den nuvarande som framgår av ett kopparstick av Johan Sasse från 1650-52. Även Tessin d.ä.:s tornhuv från 1676 var slankare och högre.
Efter branden 1759 uppfördes en provisorisk tornhuv, vilken inte ersattes förrän 1824 med den nuvarande. Tornet står något snett i förhållande till kyrkans mittaxel och avslutas upptill av ett lanterninkrönt och kopparklätt rundtempel. Högst upp finns ett förgyllt kors. Tornets höjd är 55 meter över marken (motsvarande 72,98 meter över havet) inklusive kors och det är 180 trappsteg upp till utsiktsplattformen.
Kyrkans storklocka är senast omgjuten 1898 av Bergholtz klockgjuteri i Stockholm, men materialet härstammar från klockorna som smälte vid branden 1759. 1912 års klocka är en omgjutning av en tidigare klocka från 1760, även den utförd
av Bergholtz. De övriga två klockorna är gjutna av Meyerska styckgjuteriet 1759 respektive 1760. Storklockan bär inskriptionen: 
LOFVEN VÅR GUD FOLK!

LÅTEN HANS LOF VIDA HÖRDT VARDA!

PS. 66. 8.
Ett av Maria Magdalena kyrkas ursprungliga tornur drevs av ett urverk tillverkat av Christopher Polhems Stjärnsunds manufakturverk. Verket står numera på Tekniska Museet i Stockholm. År 1910 installerades ett mekaniskt urverk av firman Linderoths urfabrik vid Drottninggatan 28. Numera drivs kyrkans fyra tornur av ett elektriskt verk från Westerstrand & Söner.

## Kyrkogården
Kyrkogården har varit i bruk sedan 1350-talet då ett begravningskapell uppfördes på platsen. Längs kyrkogårdens södra sida ligger gravkor byggda mellan 1709 och 1777. I anslutning mot sydväst ligger ett tidigare begravningskapell byggt 1929 och ritat av Lars Israel Wahlman. Byggnaden inrymmer idag den finska ortodoxa församlingens kyrka.
På kyrkogården ligger bland andra de två poeterna och visdiktarna Evert Taube och Lasse Lucidor begravda, samt skalden Erik Johan Stagnelius liksom Maria Kristina Kiellström (känd som Bellmans Ulla Winblad). Vidare ligger även skådespelaren Gösta Krantz begraven på kyrkogården.

## Bilder, exteriör

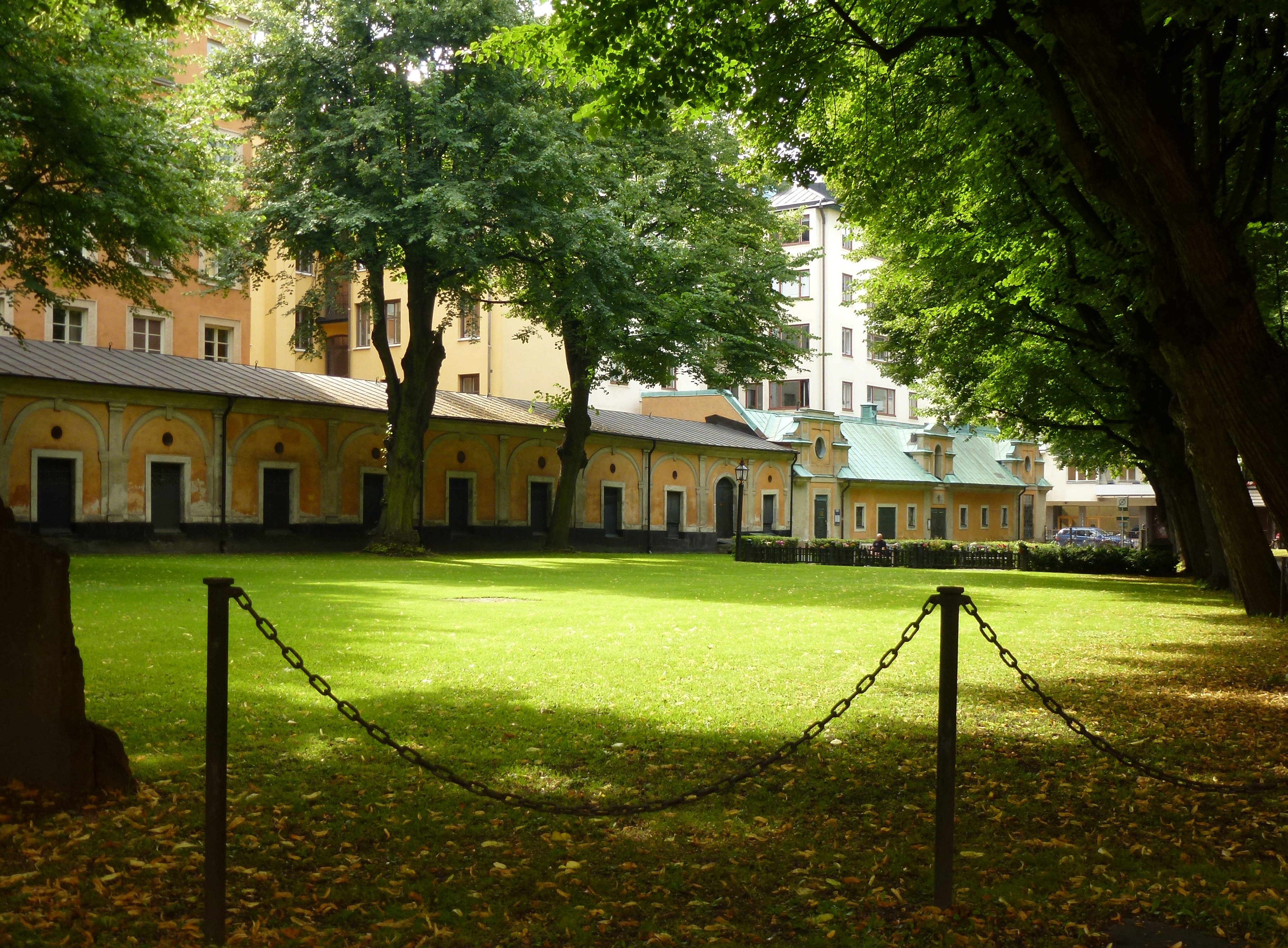
Kyrkogården med gravkor och begravningskapell längst till höger
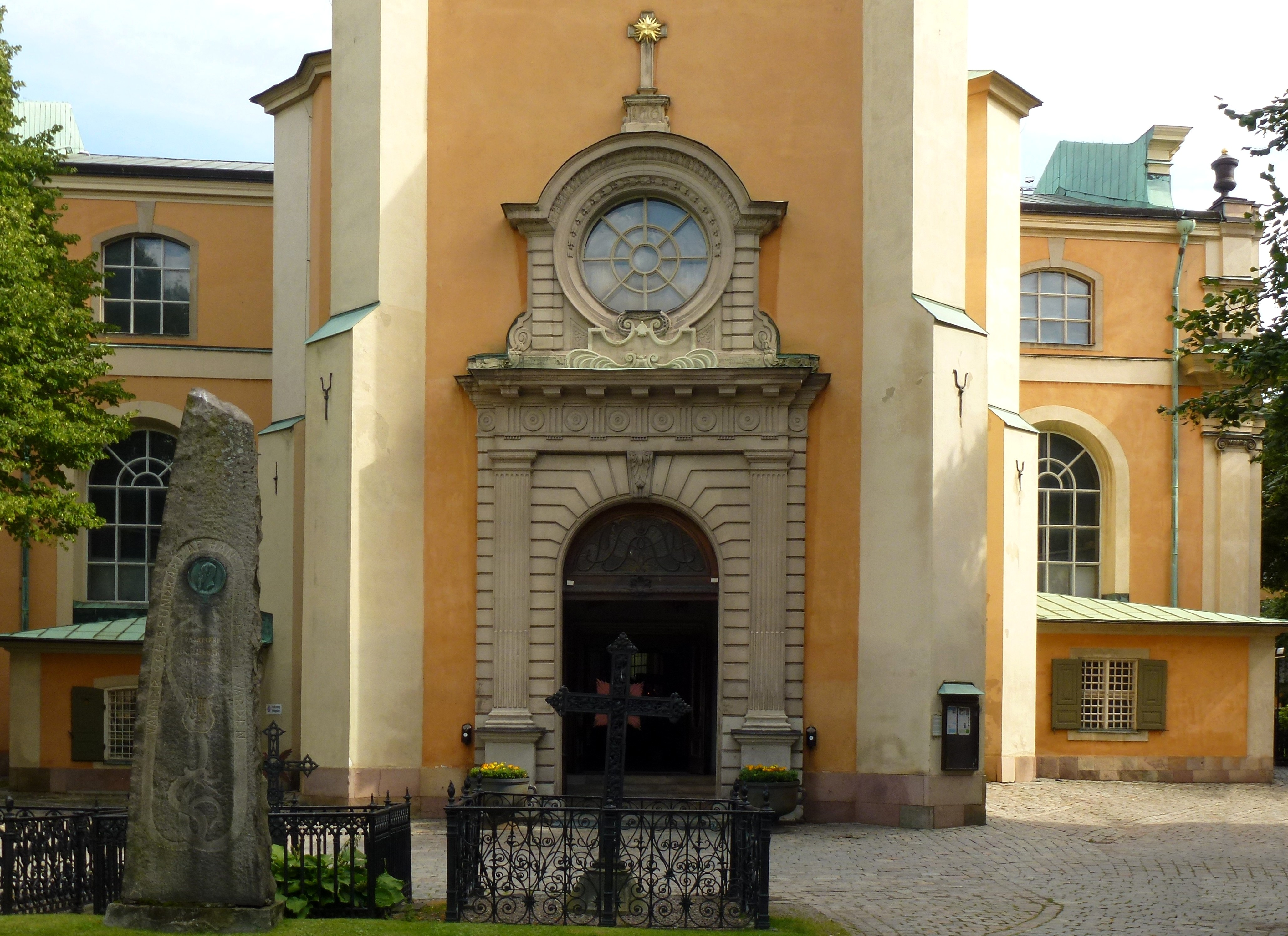
Västportalen ritades av Tessin d.y. och klarade branden 1759
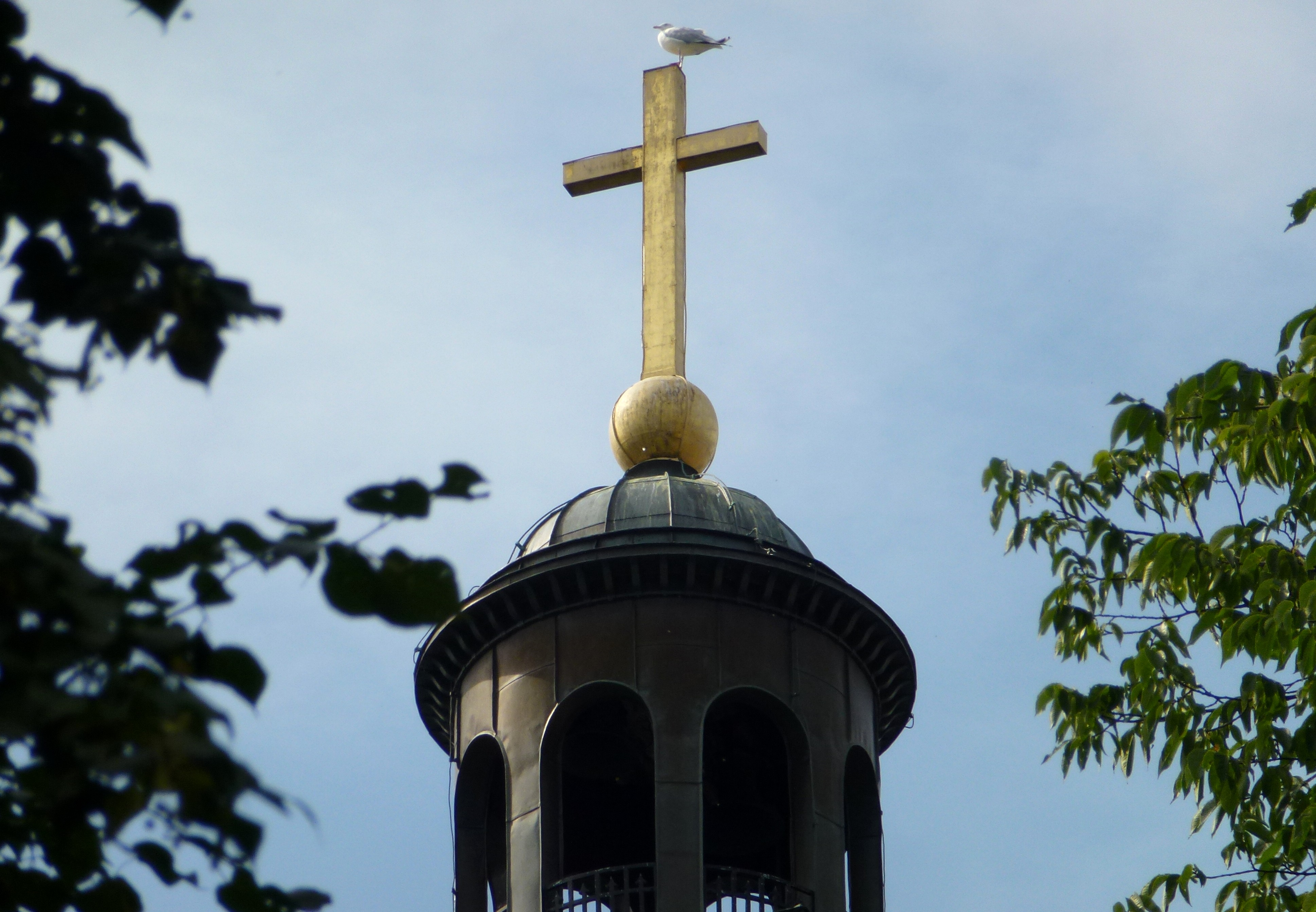
Tornspiran i form av ett kors, högsta höjd är 55 meter över marken
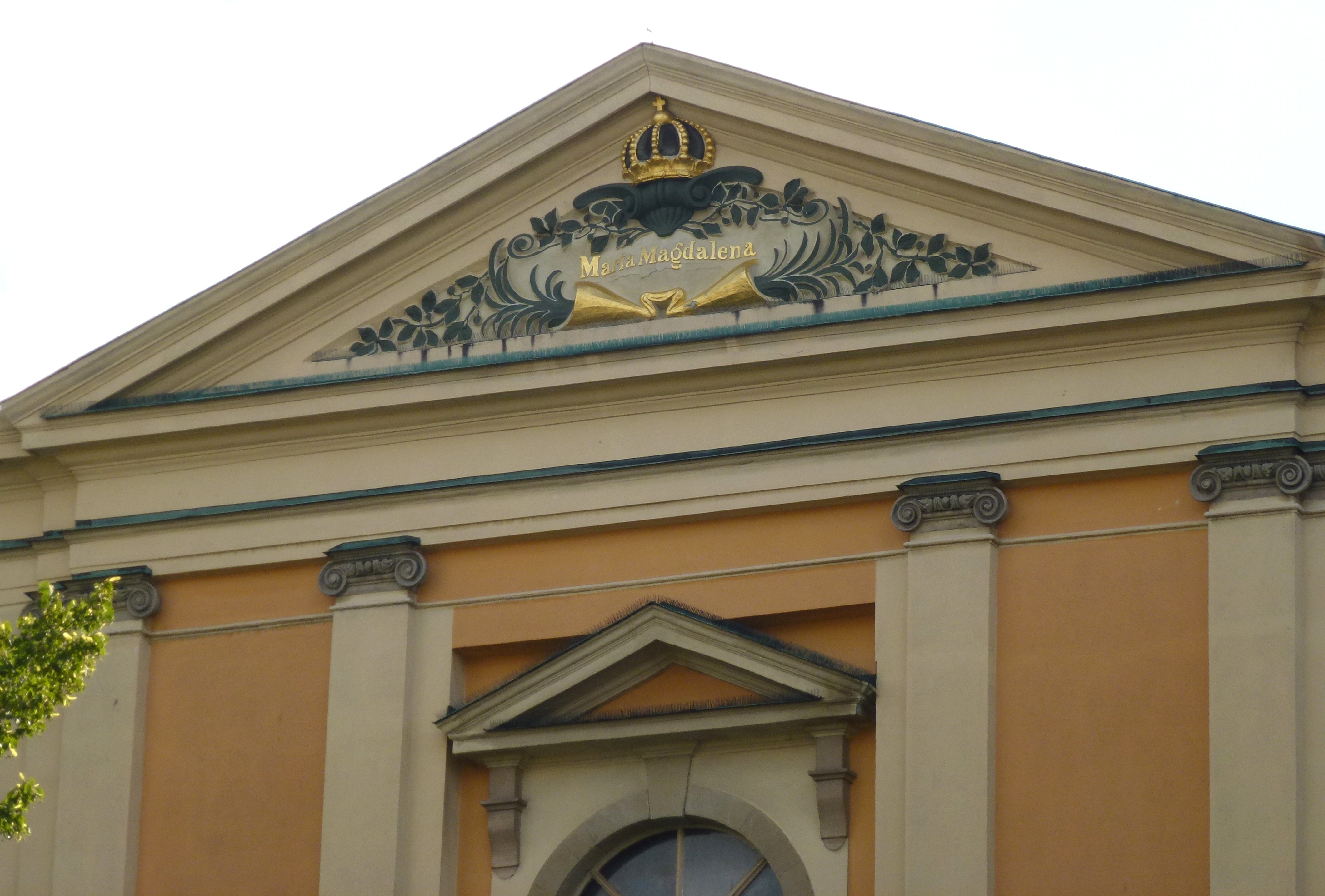
Norra tvärskeppsgavelns tympanon med texten "Maria Magdalena"

## Bilder, interiör

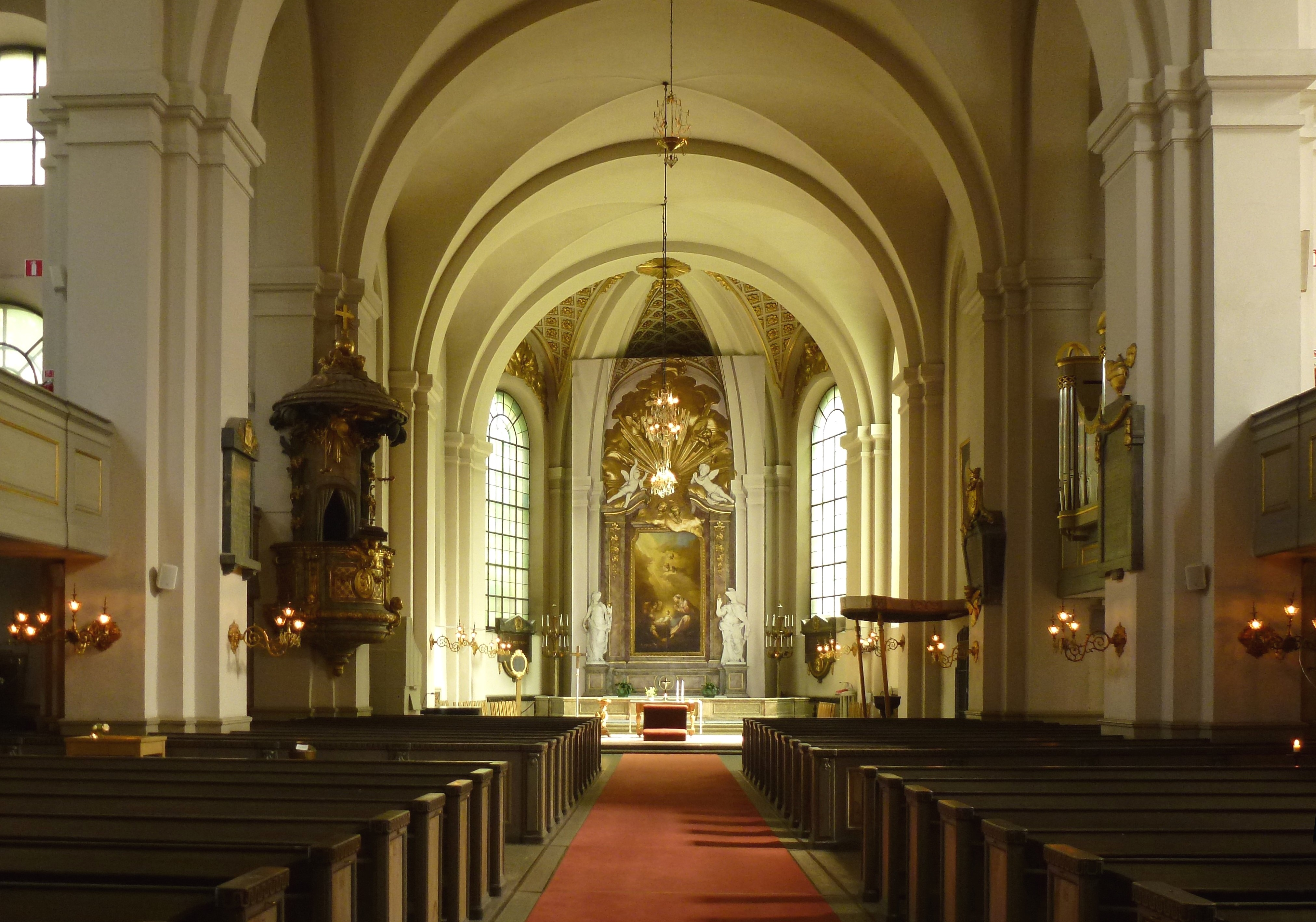
Altargången
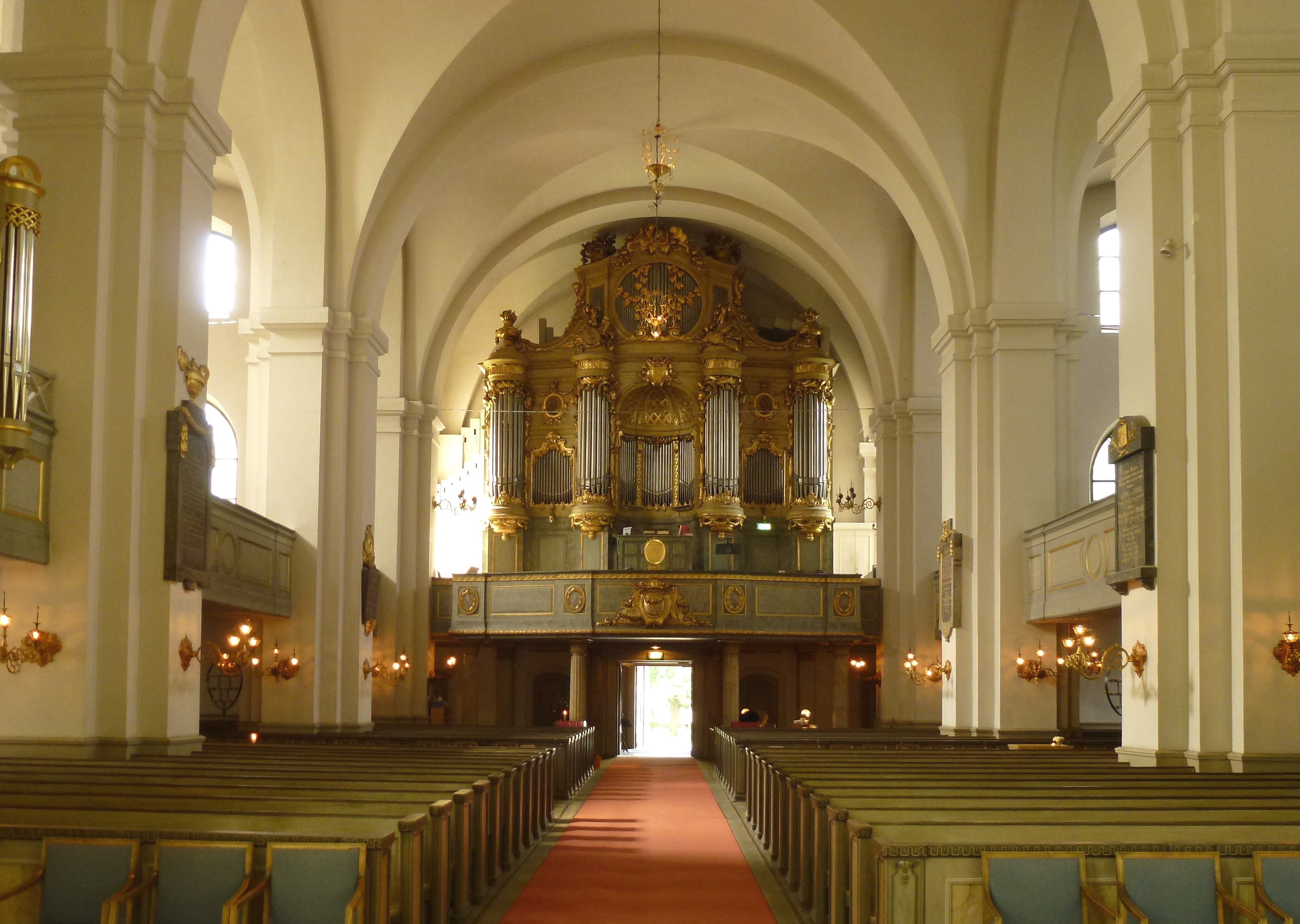
Huvudorgeln
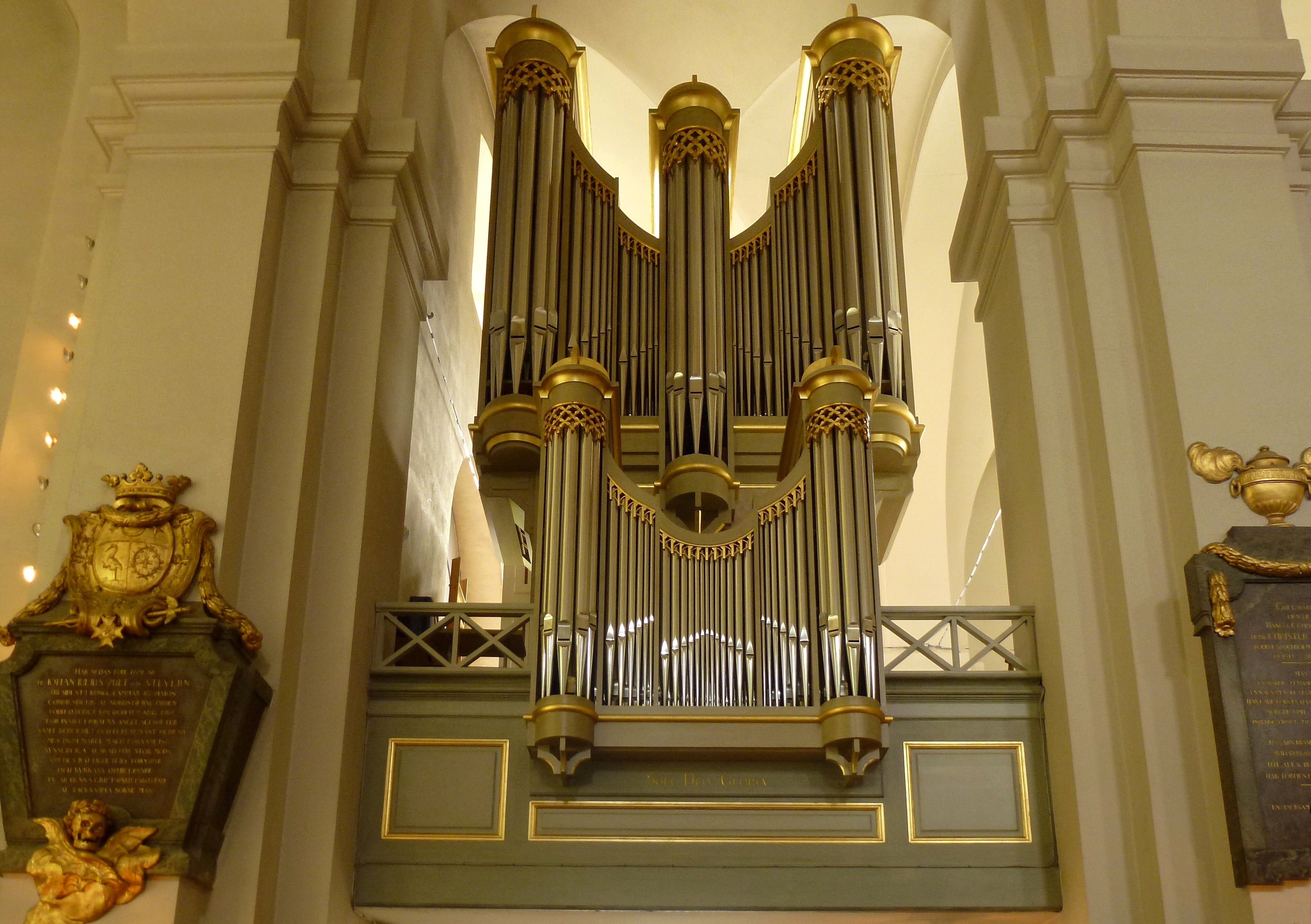
Sidoorgeln
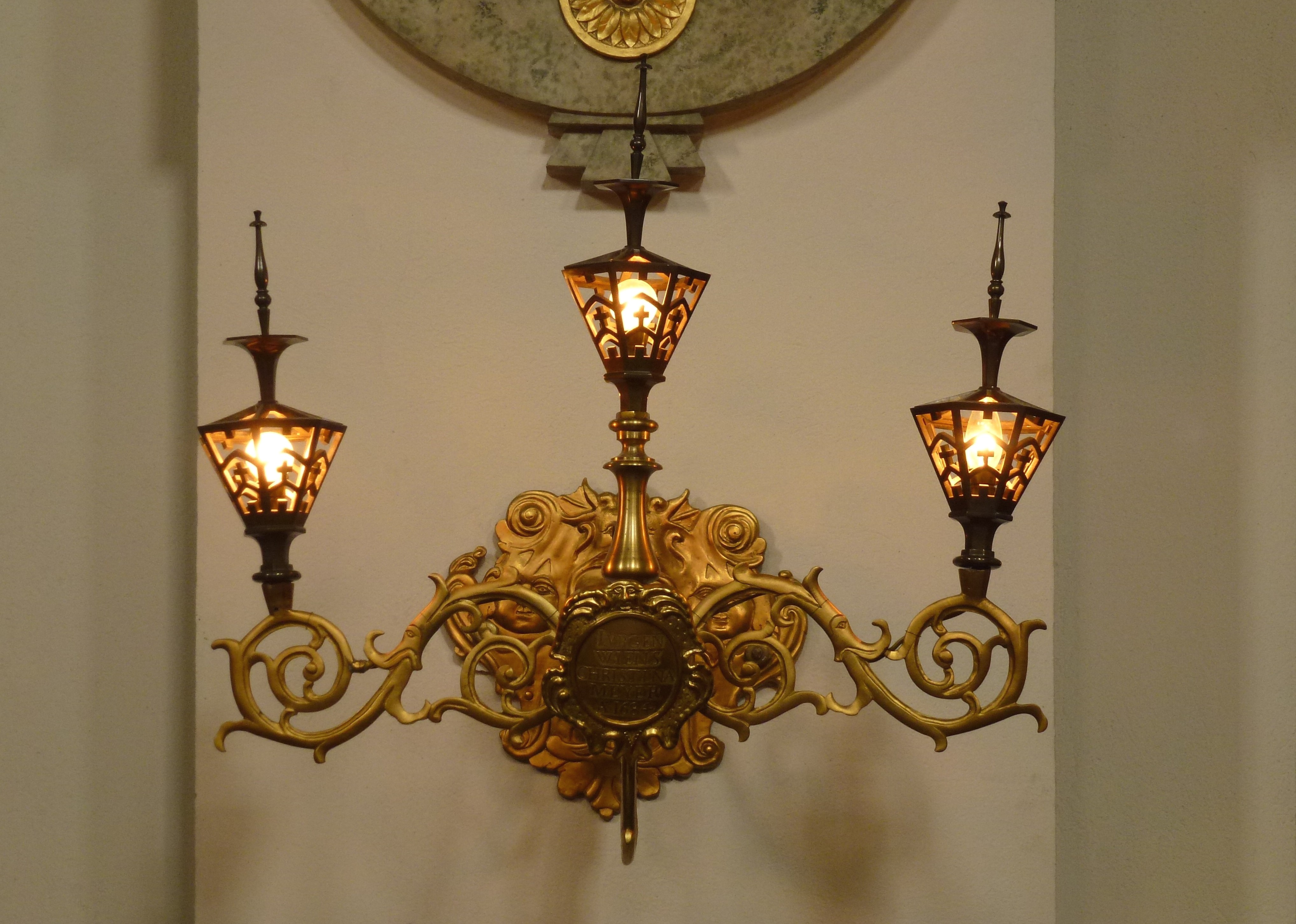
Belysning